# Otokar Kent C (12m)
Otokar Kent C – niskopodłogowy autobus miejski tureckiej firmy Otokar zasilany olejem napędowym.